# 上場顕雄
上場 顕雄（うえば あきお、1946年6月20日 - ）は、浄土真宗の僧侶。

## 経歴
大阪市生まれ。大阪市生野区の真宗大谷派圓徳寺前住職。(第18代目)
1970年 大谷大学文学部史学科卒、75年同大学院博士課程満期退学。
2004年 「近世真宗教団と地域社会」で大谷大学文学博士の学位を取得。
近畿大学講師、大谷大学講師を経て、現在東本願寺教学研究所嘱託研究員。
大阪教区教化センター歴史研究班主任研究員。
自身には著書６冊、共同著書は約20冊ある。
1986年 (昭和61年)第18代圓徳寺住職に就任。
2019年 (令和元年)に、第19代に住職を継職した。

## 著書

### 主な著書
- 『親鸞聖人の娘　覚信尼と真宗本廟』東本願寺出版　2022

### おもな共編著
- 『蓮如大系 第1巻 蓮如の生涯』編　法藏館 1996
- 『真宗人名辞典』法蔵館 1999[2]
- 『慈願寺史 七百年の歩み』大澤研一,小谷利明共著 真宗大谷派慈願寺 2001[3]
- 『大系真宗史料 文書記録編 7 蓮如法語』担当編集 法蔵館 2012[4]
- 『近世真宗教団と都市寺院』法藏館 2013[5]
- 『教如上人と大阪』難波別院 2013[6]